# Düzgeçit
Düzgeçit (arabisch Zarnuqa) ist ein Dorf im Landkreis Midyat der türkischen Provinz Mardin. Düzgeçit liegt etwa 43 km nordöstlich der Provinzhauptstadt Mardin und 24 km nordwestlich von Midyat. Düzgeçit hatte laut der letzten Volkszählung 109 Einwohner (Stand Ende Dezember 2009). Die Bevölkerung besteht hauptsächlich aus Mhallami-Arabern.